# 初音耳作
初音 耳作（はつね みみさく、生没年不詳）は、江戸時代、安永年間の見世物芸人である。

## 人物
豊後国の人。安永7年（1778年）春から、大坂道頓堀の見世物興行に出演し、耳から声を発する芸を演じて見物を驚かせた。まず小手調べとして耳から囁き、だんだんと声を大きくして、当時流行していた「かぼちゃ節」を下座の三味線に合わせて歌い、それから大声を出してみせ、それがすむと小唄を上手に歌ってみせた。その間は煙草を吸って、口に笛などの仕掛けを含んでいるのではないかという見物の疑いを晴らさせた。江戸に下るという噂をされたが、病気にかかり急死した。